# 波音星际客机
，或译为星际客船、星际航线，是波音公司为美国国家航空航天局（NASA）的商業載人航天發展計畫研制的可重复使用载人飞船。其主要用途是运送乘客至国际空间站以及诸如畢格羅这样的私人太空站。
星际客机设计上类似洛克希德·马丁公司为NASA开发的猎户座飞船。飞船直径为4.56（15.0英尺），比阿波罗飞船指令舱稍粗，较猎户座飞船稍细。飞船能搭载多达七人的庞大机组、在轨最久七个月、最多可重复使用到第十次任务。目前僅由宇宙神5型N22发射，猎鹰9号也可適配，未來有計畫用火神发射
星际客机于2019年12月20日从佛罗里达州卡纳维拉尔角SLC-41发射工位使用擎天神V运载火箭完成了处女航。试飞时因飞船任務的計時器錯誤，導致燃燒過多的推進劑，偏離了原定航線而無法到達国际空间站，並於22日提早6天返回地球。
2022年5月19日，波音轨道飞行测试2号成功发射。
2024年6月5日，星际客机首次载人飞行测试成功发射，并于6月7日与国际空间站成功对接。本次任务原定于6月14日返航，但因飞船的氦气泄漏问题和助推器故障，波音和NASA先是将返回时间改为7月，后又延至8月。由於多次延誤，波音公司在該項目上損失了超過15億美元。它還面臨NASA監察長的審查，該部門估計該太空船的每個座位成本為9000萬美元，比载人版龙飞船的5500萬美元高出60%以上。

## 机组

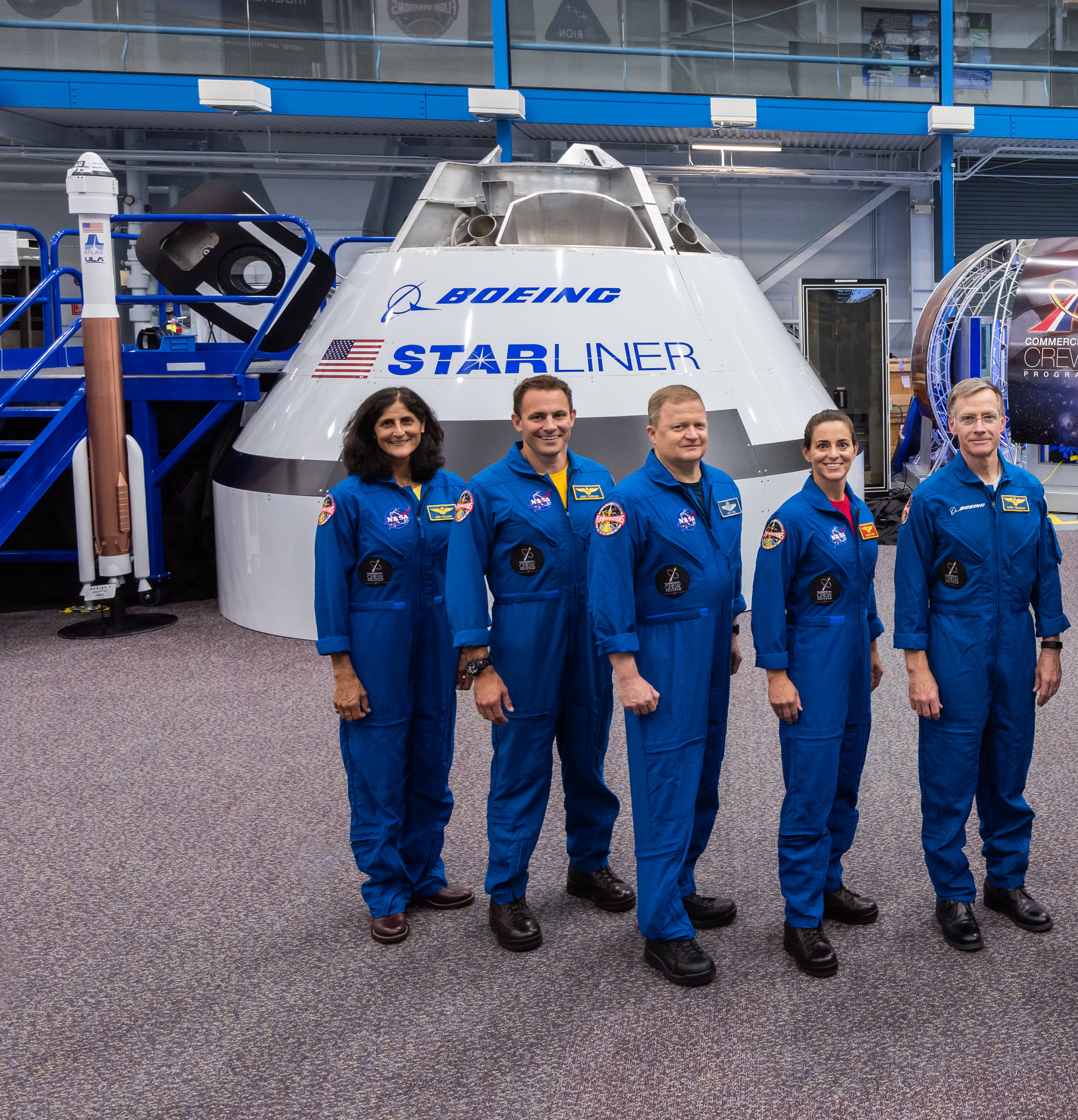
CST-100模型与最初挑选的前两次任务成员合影。从左到右：蘇妮塔·威廉斯 (Sunita Williams)，Josh Cassada，Eric Boe，Nicole Mann和Christopher Ferguson。

美国国家航空航天局于2018年8月3日宣布了星际客机首次飞行任务成员名单。Eric Boe最初名列其中，但于2019年1月出于“个人医疗原因”被Michael Fincke换下。
- 首批测试任务成员：Michael Fincke, Christopher Ferguson, Nicole Aunapu Mann
- 首次例行任务成员：蘇妮塔·威廉斯 (Sunita Williams), Josh Cassada, Thomas Pesquet, Andrei Borisenko

## 太空旅游
太空探险公司称已获得授权，待飞船开始执行常规任务后即可出售乘坐星际客机前往国际空间站的船票。